# Нове Фонтане (Варезе)
Нове Фонтане је насеље у Италији у округу Варезе, региону Ломбардија.
Према процени из 2011. у насељу је живело 102 становника. Насеље се налази на надморској висини од 210 м.